# Угода про партнерство та співробітництво між Україною та ЄС
Угода про партнерство та співробітництво між Європейськими співтовариствами і Україною (УПС, англ. Partnership and co-operation agreement between the European communities and their member states, and Ukraine) — угода між Європейськими співтовариствами і їх державами-членами з одного боку та Україною з другого боку. Підписана 16 червня 1994 та ратифікована законом України N 237/94-ВР від 10 листопада 1994.
Це була перша угода, підписана ЄС з країнами колишнього Радянського Союзу. Оскільки УПС стосується справ Співтовариства, питань як виключної, так і спільної компетенції держав-членів ЄС, вона з боку ЄС має бути ратифікована не лише (трьома) Європейськими Співтовариствами, але також і всіма країнами-учасницями. Тривалий процес ратифікації Угоди державами-членами закінчився лише на початку 1998 року; отже, УПС набула чинності 1 березня 1998 року. Для розв'язання проблеми, зумовленої збільшенням із 1 січня 1995 року чисельності держав-членів ЄС до 15, було підписано Додатковий протокол з Україною від 10 квітня 1997 року, за яким Австрія, Фінляндія та Швеція стали членами УПС поряд з першими дванадцятьма країнами-учасницями. Після того як Україна та країни-члени ЄС ратифікували УПС, Рада та Комісія на спільному засіданні 26 січня 1998 року домовились про тимчасове застосування Додаткового протоколу щодо офіційного набуття ним чинності.

## Склад
- Текст УПС з преамбулою та 109 статтями;
- Протокол про взаємну допомогу в митних питаннях;
- 5 Додатків та одного Доповнення;
- Спільні декларації стосовно статей 18, 19, 30, 31, 32(б), 43, 50 та 102 УПС;
- Обмін листами з питань створення компаній Співтовариства в Україні ще до набуття чинності УПС (стаття 30 УПС);
- Декларації Франції про незастосування УПС до країн та територій, які підписали угоду про асоціацію зі Співтовариством відповідно до Договору про створення ЄС.